# Джовани Трупе
Вижте пояснителната страница за други личности с името Джовани.
Джовани Трупе (на нидерландски: Giovanni Troupée) е футболист от Кюрасао, който играе на поста десен бек. Състезател на Локомотив (Пловдив).

## Кариера
Трупе е играл за първите отбори на Утрехт, АДО Ден Хааг и Твенте.
На 1 януари 2023 г. десният бек става част от отбора на Локомотив (Пловдив). Дебютира на 12 февруари при равенството 0:0 като домакин на Ботев (Враца).

## Национална кариера
На 14 ноември 2017 г. Джовани дебютира в официален мач за националния отбор на Нидерландия до 20 г., при загубата с 1:0 като гост на националния отбор на Италия до 20 г., в среща от Елитната лига под 20 г.